# Vicente Nicolau de Mesquita
Vicente Nicolau de Mesquita (9 juillet 1818 - 20 mars 1880) est un officier de l'armée portugaise de Macao, surtout connu pour son rôle joué durant l'attaque portugaise de Baishaling, en 1849.
Malgré son statut de héros au yeux de la population macanaise, il finit sa vie brutalement. Atteint de dépression sévère, il assassine une partie de sa famille avant de se suicider.

## Famille
Il est l'aîné des cinq enfants d'un célèbre avocat macanais nommé Frederico Albino de Mesquita et de Clara Esmeralda Carneiro - tous deux originaires de Macao. Il se marie deux fois : d'abord à Balbina Maria da Silveira, puis à sa belle-sœur Carolina Maria Josefa da Silveira.

## Incident du Passaleão
Immédiatement après qu'une foule chinoise ait assassiné le gouverneur Ferreira do Amaral le 22 août 1849, les troupes impériales chinoises se mobilisent à la frontière entre la province du Guangdong et Macao. La population portugaise de Macao considère cela comme un acte ouvertement menaçant des Chinois visant à reprendre Macao. Le 25 août 1849, avec un groupe numériquement plus petit de 36 soldats issu de son bataillon d'artillerie, contre une force de défense de 400 hommes et 20 canons, le sous-lieutenant Mesquita attaque et neutralise le fort chinois de Baishaling. Ce coup d'éclat garantit la sécurité de Macao et à son retour dans la ville, Mesquita est reçu comme un héros national.

## Dernières années

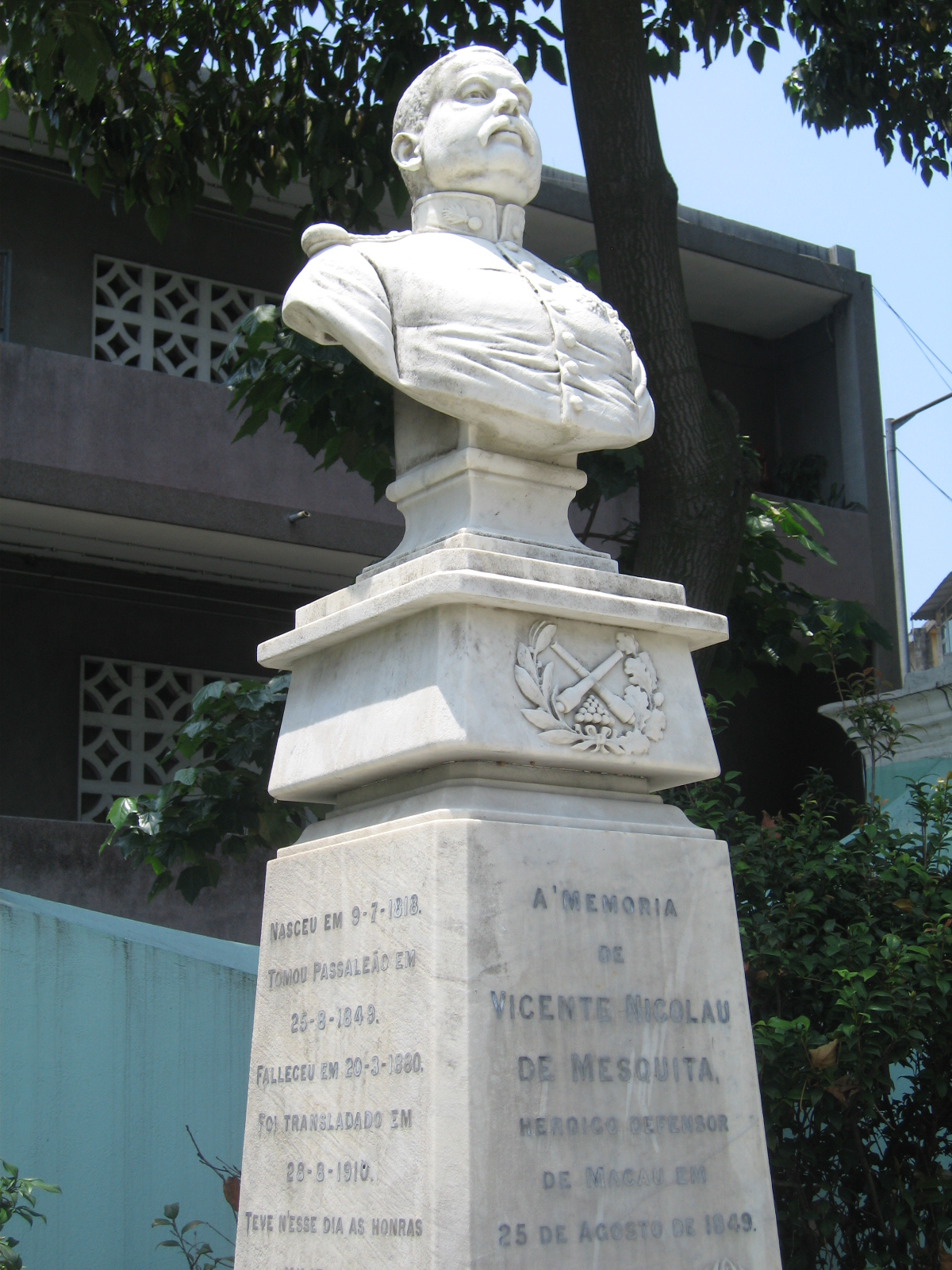
Pierre tombale de Vicente Nicolau de Mesquita à Macao.

Plus tard, Mesquita est atteint de dépression en raison de la lenteur de sa promotion dans l'armée portugaise, à cause selon lui de ses origines macanaises. Il est encore plus attristé par le manque de reconnaissance officielle de son rôle dans la protection de Macao. En conséquence, il connait une série de dépressions nerveuses graves, dont la dernière entraîne sa retraite définitive. Sa vie professionnelle et personnelle se détériore rapidement par la suite. Sa folie atteint son apogée le 3 mars 1880 lorsque, dans sa maison chic du 1, Largo da Bica do Lilau, il assassine sa seconde épouse, une de ses filles et blesse gravement deux autres de ses enfants. Par la suite, le même jour, il se suicide en se jetant dans un puits chez lui.
Dans ces circonstances, le gouverneur de Macao ne lui accorde pas d'inhumation militaire, et l'évêque de Macao ne permet pas non plus que sa dépouille soit placée dans un lieu consacré. Une trentaine d'années plus tard, le 28 août 1910, conformément à l'opinion publique sur l'importance de cet homme dans l'histoire de Macao, sa dépouille est réinhumée au cimetière de São Miguel avec tous les honneurs militaires et ecclésiastiques.

## Carrière
- 9 juin 1835 - enrôlé volontaire dans le bataillon du Prince régent.
- 29 août 1848 -  promu sous-lieutenant au bataillon d'artillerie de Macao, par lettre patente.
- 12 décembre 1850 - promu lieutenant dans le même bataillon par lettre patente.
- 9 juillet 1863 - nommé major, par décret du même jour.
- 7 février 1867 - promu lieutenant-colonel.
- 27 octobre 1873 - promu colonel.